# Ромадан (аул)
Ромадан — аул в Москаленском районе Омской области. В составе Новоцарицынского сельского поселения.

## История
Основан в 1846 г. В 1928 году состоял из 22 хозяйств, основное население — казаки. В составе аульного сельсовета № 1 Москаленского района Омского округа Сибирского края.

## Население
| 2010 |
| ---- |
| 12   |